# Camarada (Arieja)
Camarada (francès Camarade) és un municipi francès, situat a la regió d'Occitània, departament de l'Arieja.